# H. G. Wells
Pour les articles homonymes, voir H.G. Wells (rugby à XV), George Wells et Wells.
Herbert George Wells, plus connu sous le nom de plume H. G. Wells, est un écrivain britannique surtout connu pour ses romans de science-fiction, né le 21 septembre 1866 à Bromley dans le Kent (Royaume-Uni) et mort le 13 août 1946 à Londres. Il est également l'auteur de nombreux romans de satire, d'œuvres de prospective, de réflexions politiques et sociales ainsi que d'ouvrages de vulgarisation touchant aussi bien à la biologie et à l'histoire qu'aux questions sociétales et civilisationnelles. Il est considéré comme le père de la science-fiction contemporaine.

## Biographie

### Enfance et jeunesse

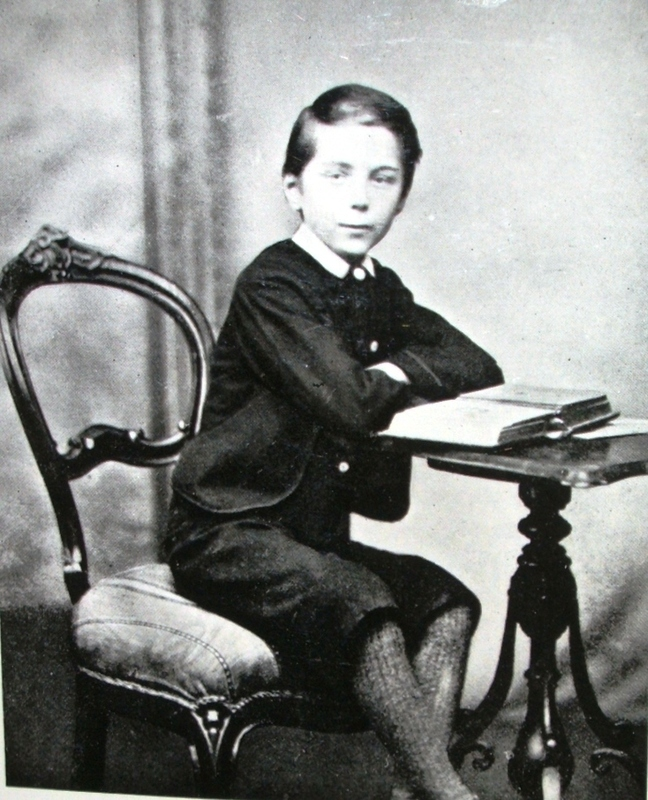
Le jeune Herbert George, dit Bertie (années 1870).

Né à Atlas House, au 47 High Street dans la ville de Bromley, située une dizaine de kilomètres au sud-est de Londres, Herbert George Wells, Bertie pour sa famille, est le quatrième et dernier enfant de Joseph Wells, un jardinier devenu joueur de cricket professionnel et commerçant, et de Sarah Neal, une ancienne domestique. Un héritage permet à la famille de racheter un magasin de porcelaines et d'articles de sport dont elle tire un maigre revenu, complété par les cachets de joueur de cricket de Joseph Wells pour le Kent County Cricket Club.
En 1874, âgé de sept ans, H. G. Wells subit un accident qui l'oblige à rester alité avec une jambe cassée. Il passe le temps en lisant les romans de la bibliothèque locale que lui apporte son père. Il prend goût à la lecture et à l'écriture. La même année, il entre à la Thomas Morley's Commercial Academy, une école privée fondée en 1849. L'enseignement y est erratique, plus particulièrement axé, comme Wells le raconte plus tard, sur l'écriture calligraphiée et les calculs utiles aux commerçants. Wells y poursuit sa scolarité jusqu'en 1880. Mais en 1877, son père se fracture une jambe et doit abandonner sa carrière sportive, qui représente une part non négligeable des revenus de la famille. Désormais incapables de supporter financièrement leur famille, les Wells placent tour à tour leurs garçons comme apprentis dans différents corps de métiers.
Le mariage Wells est houleux, elle est protestante et lui libre-penseur, si bien que sa mère retourne travailler comme femme de chambre à Up Park, une maison de campagne du Sussex, fonction qui ne l'autorise à emmener ni mari, ni famille. Par la suite, Sarah et Joseph Wells vivent séparément, sans toutefois divorcer. Up Park possède une magnifique bibliothèque dans laquelle Herbert George se plonge lorsqu'il visite sa mère, lisant de nombreux ouvrages classiques, dont La République de Platon, L'Utopie de Thomas More et les œuvres de Daniel Defoe.
En octobre 1879, Sarah Wells s'arrange, par l'intermédiaire d'un parent éloigné, Arthur Williams, pour qu'il rejoigne l'école nationale de Wookey dans le Somerset en tant qu'élève-enseignant, un élève senior qui enseigne aux plus jeunes. Mais en décembre de la même année, Arthur Williams est licencié pour irrégularités dans ses qualifications et Herbert Wells renvoyé à Up Park. Après un court apprentissage chez un pharmacien à Midhurst et un séjour encore plus court en tant que pensionnaire à la Midhurst Grammar School, il signe ses papiers d'apprentissage à Hyde's. Ainsi, de 1881 à 1883, il effectue un apprentissage de marchand de tissus chez Southsea Drapery Emporium où il travaille treize heures par jour et dort dans un dortoir. Cette expérience lui inspire plus tard ses romans The Wheels of Chance, The History of Mr Polly et Kipps.

### Années d'études

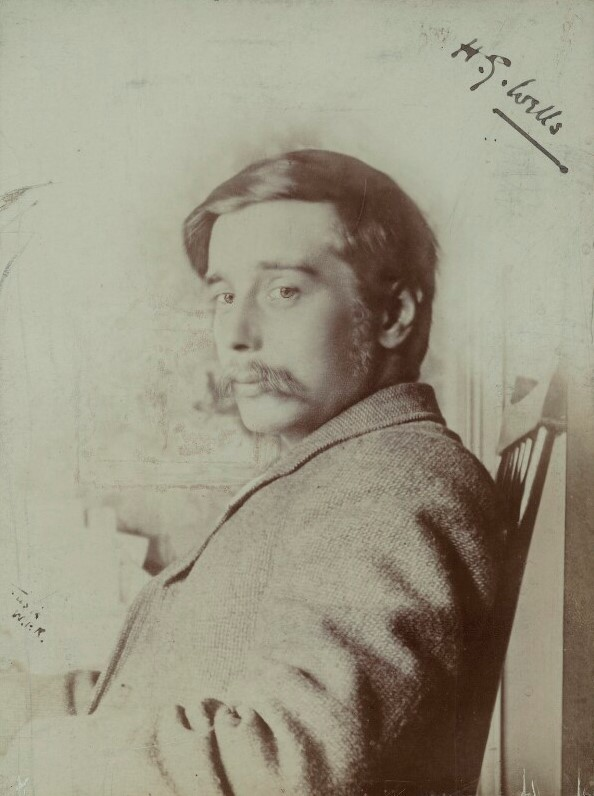
H. G. Wells dans les années 1890.

En 1883, Wells persuade ses parents de le libérer de l'apprentissage, saisissant à nouveau l'occasion offerte par la Midhurst Grammar School pour devenir élève-enseignant. L'année suivante, il remporte une bourse à la Normal School of Science à Londres (plus tard le Royal College of Science de South Kensington, qui fait aujourd'hui partie de l'Imperial College London) et étudie la biologie sous Thomas Henry Huxley. Wells participera plus tard à la création de la Royal College of Science Association, dont il devient le premier président en 1909.
Il y étudie jusqu'en 1887, avec une allocation hebdomadaire de 21 shillings. À l'époque, de nombreuses familles de la classe ouvrière vivent avec environ une livre par semaine, mais dans Experiment in Autobiography, Wells raconte avoir eu constamment faim, et des photographies de lui montrent un jeune homme très maigre.
Ces années marquent le début de son intérêt croissant pour une réforme de la société. Il commence son approche du sujet en étudiant La République de Platon, puis se tourne vers les idées plus contemporaines du socialisme telles qu'elles s'expriment au sein de la Fabian Society et dans diverses lectures à la Kelmscott House, le domicile de William Morris. Il compte également parmi les membres fondateurs du magazine The Science School Journal, un périodique qui lui permet d'exprimer ses propres idées sur la littérature et la société et de tester son écriture.
Malgré sa réussite aux examens de biologie et de physique, son échec à l'examen de géologie lui coûte son passage en année supérieure et sa bourse d'études. Herbert George Wells se retrouve alors sans revenu. Sa tante Mary, une cousine de son père, l'invite à demeurer chez elle dans un premier temps, ce qui lui épargne la recherche d'un logement. Pendant son séjour, il nourrit un intérêt croissant pour sa cousine Isabel, qu'il épousera en 1891. En 1888, il obtient un poste d'enseignant à la Holt Academy dans le Pays de Galles et entre parallèlement au Chartered College of Teaching. Il y obtient sa licence. En 1890, il obtient un Baccalauréat des sciences, en zoologie, du programme externe de l'Université de Londres. En 1889–1890, il réussit à trouver un poste d'enseignant à la Henley House School de Londres, où il enseigne, entre autres, à Alan Alexander Milne, dont le père dirige l'école. Son premier ouvrage publié est un livre scolaire de biologie en deux volumes (1893).
Pour gagner de l'argent, il commence à écrire de courts articles humoristiques pour des revues telles que The Pall Mall Gazette. Il est si prolifique dans ce mode de journalisme que bon nombre de ses premières œuvres restent non identifiées. Son succès l'encourage à écrire des livres, et il publiera son premier roman, La Machine à explorer le temps, en 1895.

### Vie privée

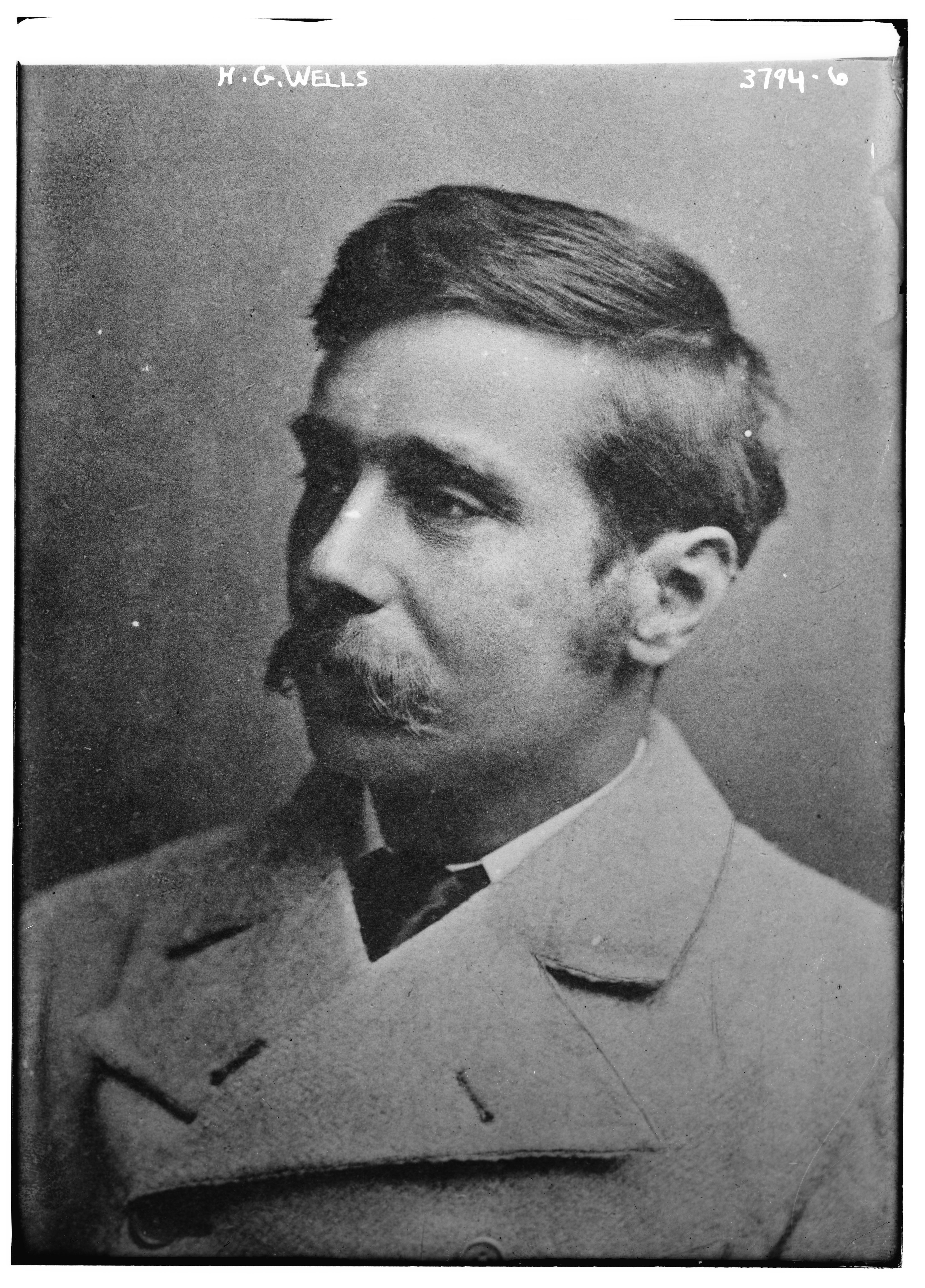
H. G. Wells, probablement vers la trentaine, époque de son deuxième mariage avec Jane Robbins.

En 1891, Wells épouse sa cousine Isabel Mary Wells (1865–1931). Le couple se sépare d'un commun accord en 1894 lorsque Herbert tombe amoureux d'une de ses étudiantes, Amy Catherine dite "Jane" Robbins (1872–1927). Ils s'installent à Woking et se marient en octobre 1895. Cette période est la plus créative et la plus productive de sa carrière d'écrivain, car il planifie et écrit La Guerre des mondes et La Machine à voyager dans le temps, termine L'Île du docteur Moreau, écrit et publie The Wonderful Visit et The Wheels of Chance et commence When the Sleeper Wakes et L'Amour et M. Lewisham. Il aura deux enfants avec Jane : George Philip dit "Gip" (1901-1985) et Frank Richard (1902-1982).
En 1898, il commande à l'architecte anglais Charles Voysey, une résidence à Sandgate dans le Kent.
Pendant ses années de mariage avec Jane, Wells entretient des liaisons avec un grand nombre de femmes. Bien qu'elle ait eu connaissance de certaines de ses liaisons extra-conjugales, Jane lui reste mariée jusqu'à sa propre mort en 1927.
En 1907, il a une liaison avec Dorothy Richardson et Wells deviendra dans Pilgrimage, « Hypo Wilson » : par ailleurs, son épouse Jane est l'une des anciennes élèves de Dorothy.
En 1909, il a une fille, Anna-Jane, avec l'écrivaine féministe Amber Reeves, ce qui lui vaut une brouille avec son père William Pember Reeves, l'ancien ambassadeur de Nouvelle-Zélande.
Entre 1910 et 1913, la romancière Elizabeth von Arnim est une de ses maîtresses. En 1914, il a un fils, Anthony West, avec la romancière et féministe Rebecca West, de vingt-six ans sa cadette.
De 1924 à 1933, il entretient une liaison avec la journaliste et écrivaine hollandaise de 22 ans sa cadette, Odette Keun, qu'il emploie comme secrétaire et avec qui il vit à Lou Pidou, une maison qu'ils construisent ensemble à Grasse, dans le sud de la France. Wells lui dédie son plus long livre, The World of William Clissold (1926).
En 1920, alors qu'il rendait visite en Russie à Maxime Gorki, il avait fait la connaissance de Moura Budberg, comtesse Benckendorf, alors compagne de Gorki, de 27 ans sa cadette et avait eu avec elle une brève aventure. En 1933, lorsque Moura Budberg quitte Gorki et émigre à Londres, leur relation renaît et elle prendra soin de lui à la fin de sa vie. Wells lui demande de l'épouser à plusieurs reprises sans succès.
Enfin, à partir de 1920 environ, et par intermittence jusqu'à sa mort, il a une histoire d'amour avec l'activiste américaine du contrôle des naissances, Margaret Sanger.
« Je n'ai jamais été un grand romantique », écrit Wells dans An Experiment in Autobiography (1934), « bien que j'aie aimé très profondément beaucoup de gens ».

### Décès

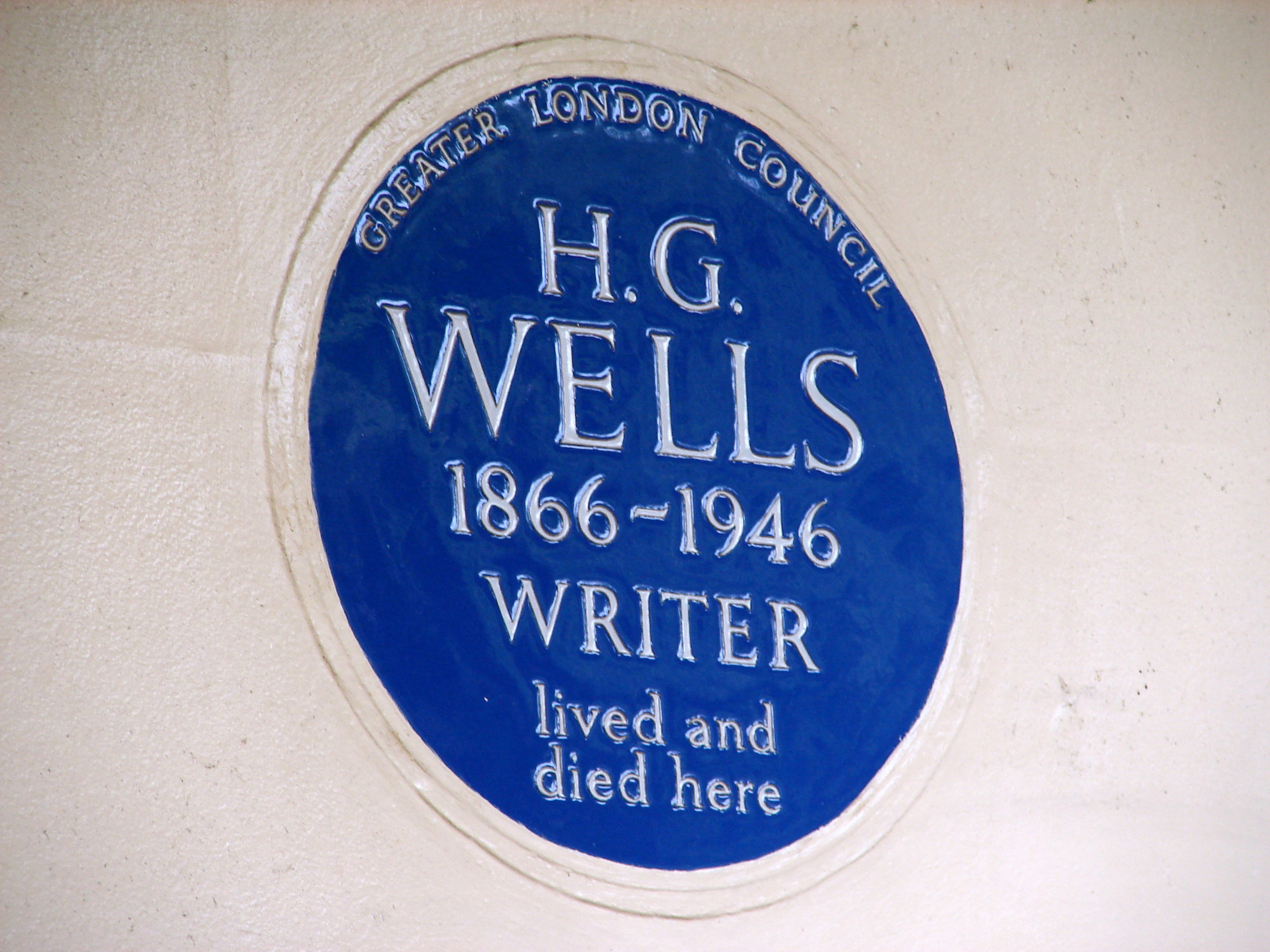
Blue plaque commémorative à Regent's Park, London

H. G. Wells est diagnostiqué du diabète vers 1930, ce qui le conduit à abandonner sa carrière d'enseignant. En 1934, il co-fonde The Diabetic Association.
Il meurt de causes inconnues le 13 août 1946, à son domicile du 13 Hanover Terrace, surplombant Regent's Park, à Londres.
Dans sa préface à l'édition 1941 de La Guerre dans les airs, Wells propose lui-même son épitaphe : « Je vous l'avais dit. Foutus imbéciles ». Son corps est incinéré au crématorium Golders Green le 16 août 1946 et ses cendres dispersées dans la Manche à Old Harry Rocks près de Swanage dans le Dorset.
Une plaque bleue commémorative en son honneur est apposée par le Greater London Council sur la façade de son domicile de Regent's Park en 1966.

## L'écrivain

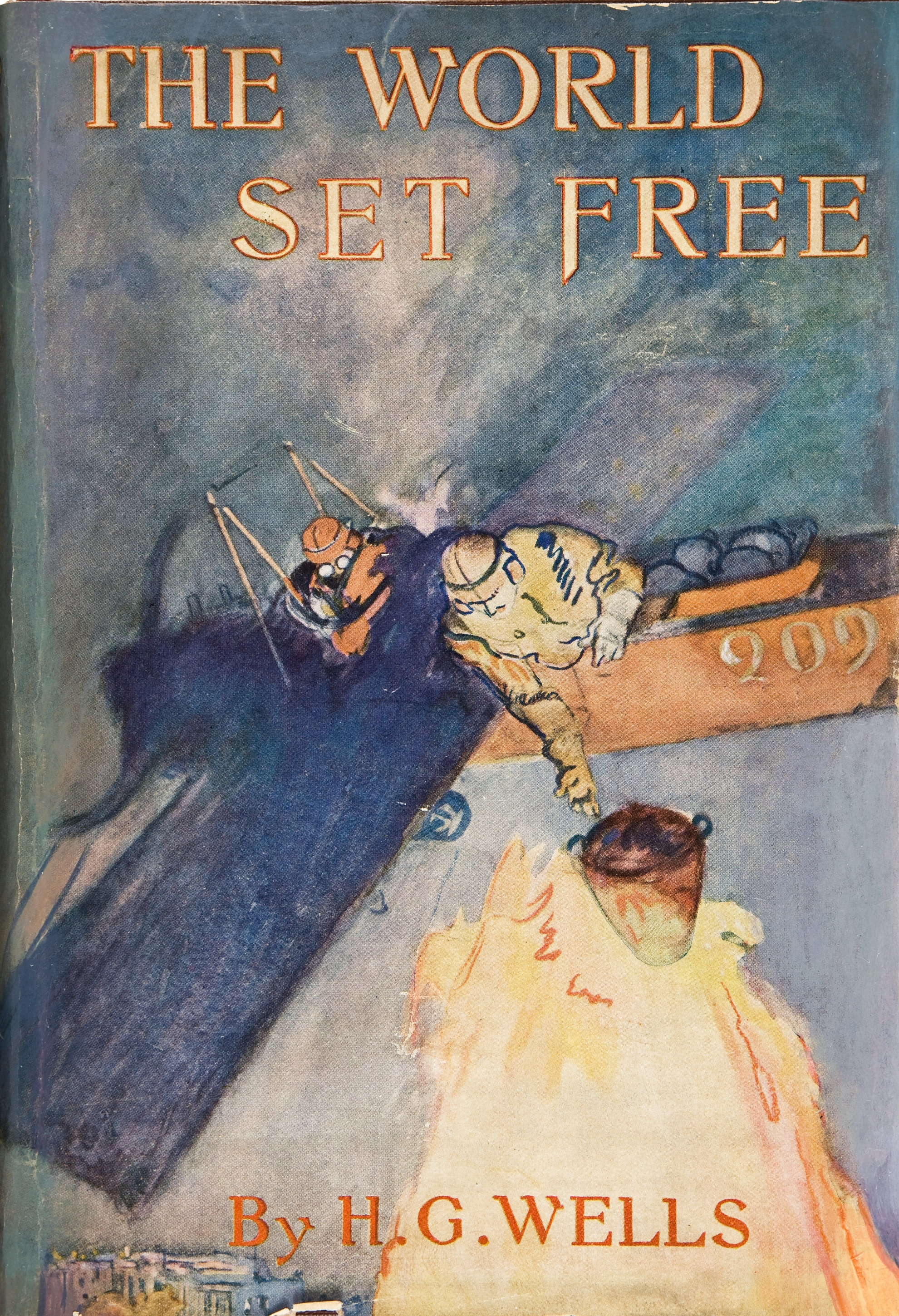
Jaquette de The World Set Free, de H. G. Wells, pour l'édition américaine (1914).

### Les premiers romans de «science-fiction»
Le premier best-seller de H.G. Wells est Anticipations, paru en 1901. C'est peut-être son œuvre la plus explicitement futuriste, elle portait le sous-titre « Une expérimentation en prophétie » (An Experiment in Prophecy) lorsqu'elle parait tout d'abord par épisodes dans un magazine. Ce livre est intéressant à la fois pour ses intuitions (les trains et les voitures résultant de la migration des populations des centres-villes vers les banlieues ; les restrictions morales déclinant lorsque hommes et femmes recherchent davantage de liberté sexuelle) et pour ses erreurs (« mon imagination refuse de voir un sous-marin quelconque faire autre chose qu'étouffer son équipage et sombrer au fond des mers »).
Ses premiers romans, qu'on appelle à l'époque des « romans scientifiques », inaugurent un grand nombre de thèmes devenus des classiques en science-fiction, comme La Machine à explorer le temps, L'Île du docteur Moreau, L'Homme invisible et La Guerre des mondes, et sont souvent considérés comme largement influencés par les œuvres de Jules Verne. Mais Wells refuse le titre de « Jules Verne anglais » comme il l'explique dans une préface qu'il écrit pour une réédition de ses romans scientifiques (Scientific romances) en 1933. Wells oppose ses œuvres d'imagination et les romans d'anticipation du Français. Ses inventions n'ont pas pour but de montrer ce qui allait se produire réellement, mais de simplement s'emparer de l'esprit du lecteur par l'illusion romanesque. Il comparait ses romans à L'Âne d'or d'Apulée, à l'Histoire véritable de Lucien de Samosate, à Peter Schlemihl d'Adelbert von Chamisso et à Frankenstein de Mary Shelley. Wells écrit d'autres romans, non fantastiques, qui reçoivent un très bon accueil de la part des critiques, comme Tono-Bungay et Kipps. Wells est également l'auteur de plusieurs douzaines de nouvelles, la plus connue étant The Country of the Blind (1911).
Même s'il ne s'agit pas d'un roman de science-fiction, Tono-Bungay fait une large part à la désintégration radioactive. Celle-ci joue un rôle clé dans The World Set Free paru en 1914 (en français La Destruction libératrice). Ce récit contient ce qui peut être considéré comme sa meilleure intuition prophétique. Les scientifiques de l'époque savaient que la désintégration du radium dégageait de l'énergie à faible rayonnement pendant des milliers d'années. Le taux de rayonnement était trop faible pour avoir une quelconque utilité pratique, mais la quantité totale d'énergie libérée était énorme. Le roman de Wells tourne autour d'une invention non spécifiée qui accélère le processus de désintégration radioactive afin de produire des bombes qui explosent avec une puissance digne d'explosifs ordinaires, mais qui continuent d'exploser pendant des jours et des jours. Leó Szilárd reconnut que ce livre lui inspira la théorie de la réaction nucléaire en chaîne.

### Ouvrages de vulgarisation
H.G. Wells écrit également des ouvrages spécialisés. Son œuvre en deux volumes la plus célèbre est The Outline of History (1920) qui inaugure une nouvelle ère de vulgarisation historique à destination du grand public. Les historiens professionnels de l'époque l'accueillent avec circonspection, à l'exception d'Arnold Toynbee qui qualifie l'ouvrage de meilleure introduction possible à l'histoire mondiale.
Wells poursuit dans cette voie en 1922 avec un ouvrage populaire, mais beaucoup plus court : A Short History of the World, et deux autres longs traités, The Science of Life (1930) et The Work, Wealth and Happiness of Mankind (1931).
En 1927, Florence Deeks poursuit Wells pour plagiat, arguant qu'il a copié la plus grande partie de The Outline of History à partir de son manuscrit intitulé The Web qui avait été soumis à l'éditeur canadien Canadian Macmillan Company et refusé. Malgré de nombreuses similitudes de style et nombre d'erreurs historiques communes, la justice disculpe Wells.

### Utopies et dystopies
Dès le début de sa carrière, Wells cherche une meilleure manière d'organiser la société et écrit de nombreuses utopies. Ses romans commencent généralement par la description d'un monde courant à la catastrophe jusqu'à ce que la population mondiale accède à un nouveau mode de vie : soit grâce à un mystérieux gaz libéré par une comète et qui rendait les humains plus rationnels (In the Days of the Comet), soit grâce à un conseil scientifique s'emparant du pouvoir (The Shape of Things to Come (1933)). Wells fit également la description d'une reconstruction sociale d'après-guerre par l'avènement de dictateurs fascistes dans The Autocracy of Mr Parham (1930) et The Holy Terror (1939).
Wells questionne l'essence même de l'humanité en opposant les idées de nature et de culture. Toutes ses utopies ne se terminaient pas forcément de manière heureuse, comme le montre le roman When the Sleeper Wakes (1899) (republié sous le titre The Sleeper Awakes, 1910) qui relève davantage de la dystopie. L'Île du docteur Moreau, plus sombre, force encore le trait. Le narrateur, prisonnier sur une île où les animaux sont changés en êtres humains par vivisection, mais sans succès, rentre en Grande-Bretagne. À l'instar de Gulliver lorsqu'il rentre du pays des Houyhnhnms, il se retrouve incapable de voir ses concitoyens autrement que comme des bêtes civilisées régressant lentement pour retrouver leur nature animale.

### Autres écrits
Wells rédige la préface de la première édition des journaux intimes de W. N. P. Barbellion, The Journal of a Disappointed Man (Le Journal d'un homme déçu), publié en 1919. Malgré ses démentis, Wells est longtemps considéré comme le véritable auteur du Journal jusqu'à la mort de Barbellion la même année.
En 1938, il publie World Brain, une série d'essais sur l'organisation future de la connaissance et de l'éducation, parmi lesquels on trouve un essai intitulé The Idea of a Permanent World Encyclopaedia (Une idée d'encyclopédie mondiale permanente), concept cependant voisin du Mundaneum et parfois vu comme un des fondements imaginaires du projet Wikipédia. Une traduction française de cet essai est parue pour la première fois dans l’Encyclopédie française d'Anatole de Monzie et Lucien Febvre en 1937.

## Activités hors écriture

### Le dessinateur
Herbert George Wells s'exprime également par le dessin. Ses croquis ornent fréquemment les couvertures de ses propres livres. Ses dessins couvrent un large éventail de sujets, allant du commentaire politique aux critiques littéraires en passant par des sujets plus romantiques. Pendant ses années de mariage avec Amy Catherine —  qu'il surnommait Jane —, il dessina un grand nombre de scènes à propos de leur mariage. Il baptise ses dessins des picshuas (déformation humoristique du terme anglais pictures). Ces picshuas firent l'objet d'études approfondies par ses élèves et un ouvrage leur est consacré.

### L'auteur de jeux

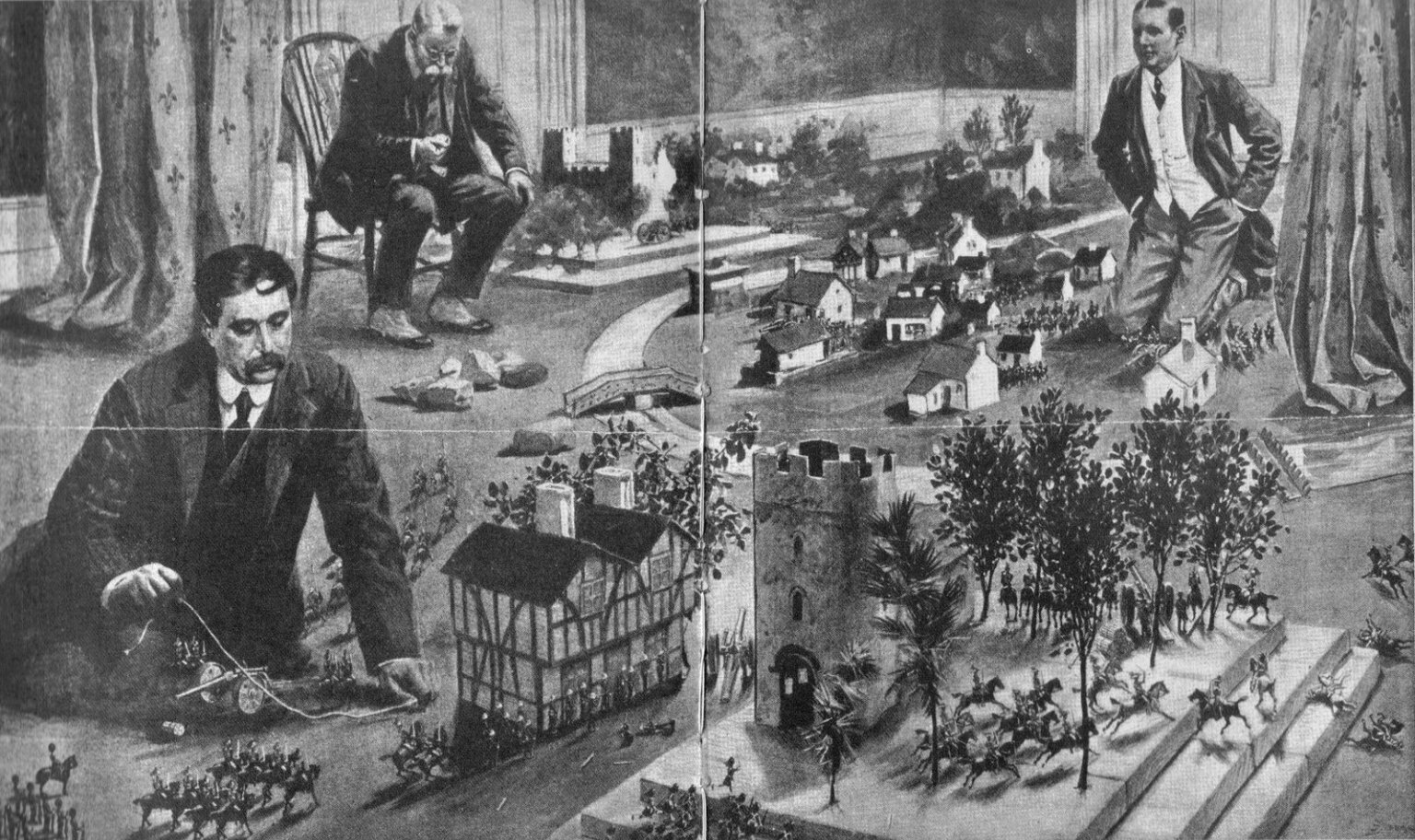
Wells et deux autres wargamers pratiquant un jeu de guerre selon les règles de Little Wars.

À la recherche d'une manière plus structurée de jouer à des jeux de guerre, Wells conçoit les jeux Floor Games (1911) puis Little Wars (1913), qui établissent des règles pour mener des batailles avec des soldats de plomb. Little Wars est aujourd'hui reconnu comme le premier jeu de guerre récréatif et Wells considéré par les joueurs et les amateurs comme "le père du jeu de guerre miniature". Selon Wells, l'idée du jeu lui est venue lors d'une visite de son ami Jerome K. Jerome. Après le dîner, Jerome a commencé à abattre des soldats de plomb avec un canon jouet et Wells s'est joint à la bataille.

## Engagement politique

### Sensibilité socialiste

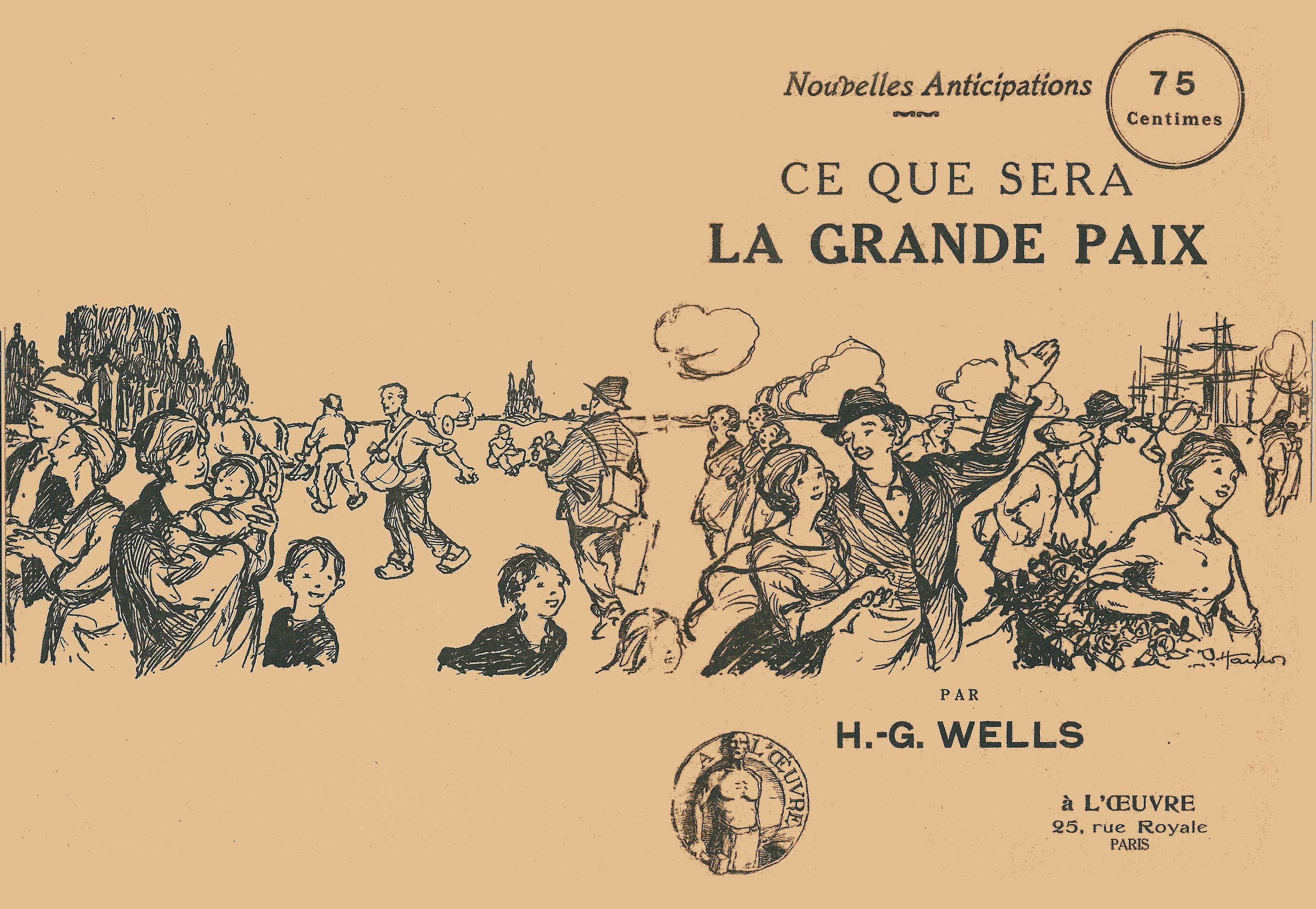
Première et quatrième de couverture de Ce que sera La Grande Paix.

H. G. Wells se considère comme socialiste, même s'il se trouve occasionnellement en désaccord avec certains autres socialistes de son époque. Il est membre de la Fabian Society, mais la quitte par la suite parce qu'il la juge beaucoup trop radicale. Il est également le candidat du Labour Party à l'Université de Londres en 1922 et 1923, mais même à cette époque sa foi en son propre parti était pour le moins fragile.
Ses réflexions sur le socialisme imprègnent certains de ses romans d'anticipation, tels que La Machine à explorer le temps et Les Premiers Hommes dans la Lune, romans dans lesquels les héros découvrent, respectivement dans l'avenir et sur la lune, des sociétés nouvelles. Dans La Guerre des mondes, il met en parallèle les attaques martiennes contre la terre et les pratiques génocidaires de l'Empire britannique en Tasmanie.
Vers la fin de la Seconde Guerre mondiale, les Alliés découvrent que les SS ont établi une liste des intellectuels et des politiciens à arrêter immédiatement après l'invasion de la Grande-Bretagne par l'Opération Seelöwe ; le nom d'Herbert George Wells y figure. Wells, devenu président du PEN club international, avait déjà eu affaire à l'Allemagne nazie en supervisant lui-même l'exclusion du PEN club allemand de la ligue internationale en 1934, à la suite de l'exclusion des écrivains non aryens.

### L'État-Monde

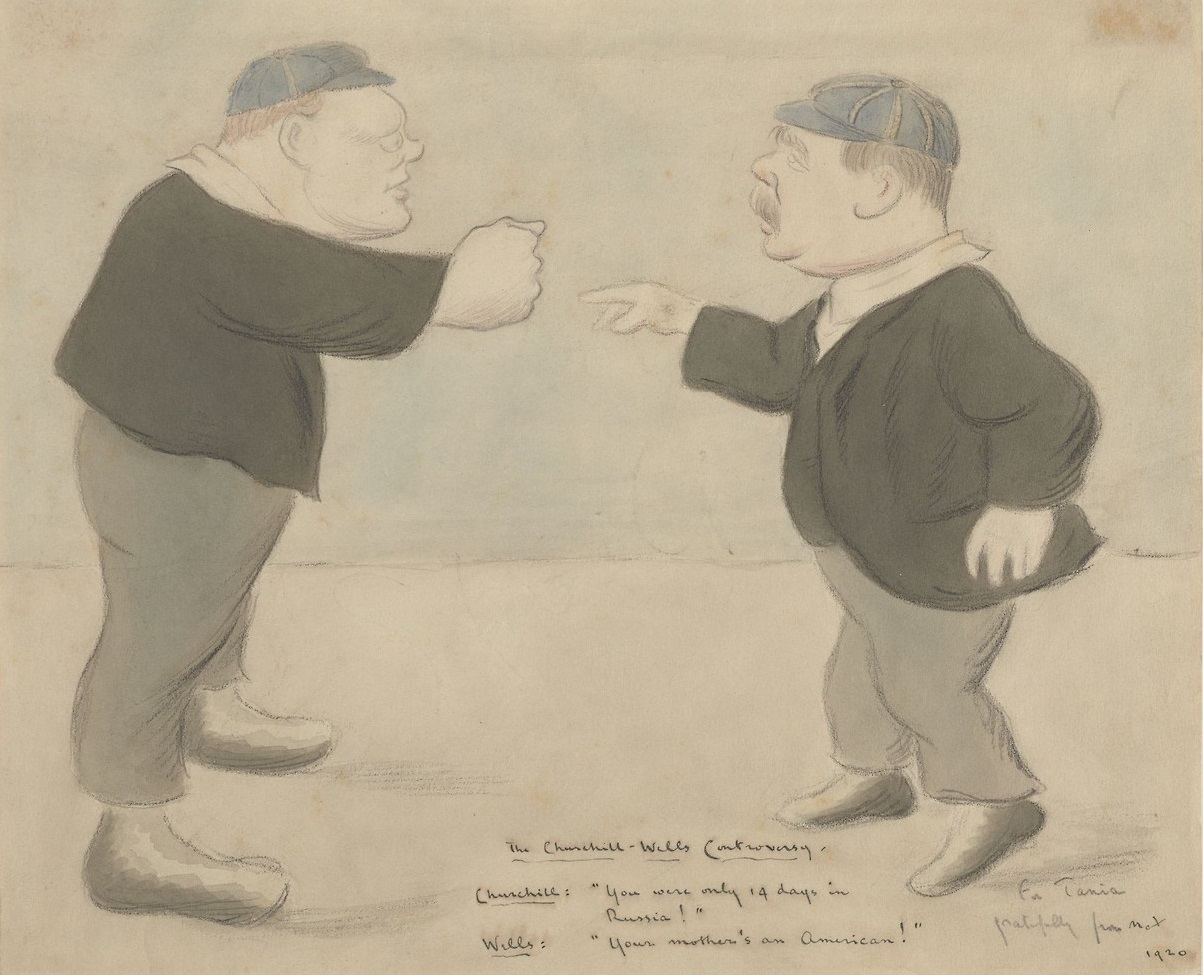
- Churchill : « Vous n'êtes resté que 14 jours en Russie ! »
- Wells : « Votre mère est une Américaine ! »
Caricature de Max Beerbohm représentant la controverse entre Winston Churchill et H. G. Wells, 1920.

Son idée politique la plus féconde concerne la nécessité de créer un État-Monde. Si les détails de cet État-Monde ont varié au cours du temps, son principe fondamental consiste à organiser une société qui favoriserait les sciences, mettrait fin aux nationalismes et permettrait aux citoyens de progresser en fonction de leurs mérites et non plus en fonction de leur naissance. Lorsqu'il travaille à la Charte des Nations unies, il s'oppose à toute mention du terme démocratie. Il craint que le citoyen moyen ne soit jamais suffisamment éduqué ou éclairé pour traiter des problèmes majeurs du monde. Il pense devoir limiter le droit de vote aux scientifiques, ingénieurs et autres gens de mérite. Mais il défend en même temps l'idée que les citoyens doivent jouir du maximum de liberté possible, tant que celle-ci ne restreignait pas celle d'autrui. Toutes les valeurs que défendait H. G. Wells furent de plus en plus critiquées à partir des années 1920.
Il accueille avec enthousiasme les tentatives de Lénine de reconstruire l'économie russe, comme il le rapporte dans Russia in the Shadows (1920). Au départ, H. G. Wells pense que Lénine pourrait engager la construction du monde planifié dont il rêve. Ensuite, la politique de Joseph Staline le conduit à changer de point de vue sur l'Union soviétique. Il n'apprécie pas son orthodoxie obtuse et sa manière de gouverner trop rigide, ne laissant aucune place à la moindre pensée indépendante, pour réellement mener à la Cosmopolis qu'il appelle de ses vœux.

### Eugénisme
H. G. Wells adhère à la Société eugénique en 1907, mais rejette les thèses de Francis Galton. Il s'intéresse cependant à l'eugénisme négatif.
Avec réserves ou ironies, Georges Bernanos souligna de façon suivante : « dans le dernier petit livre de Wells, l'Esprit au bout du rouleau, malédiction plutôt que testament, l'écrivain célèbre qui se crut jadis naïvement le prophète du futur paradis des machines, du nouvel âge d'or, écrit ces paroles désespérées » :

« L'espèce humaine est en fin de course. L'esprit n'est plus capable de s'adapter assez vite à des conditions qui changent plus rapidement que jamais. Nous sommes en retard de cent ans sur nos inventions. Cet écart ne fera que croître. Le Maître de la Création n'est plus en harmonie avec son milieu. Ainsi le monde humain n'est pas seulement en faillite, il est liquidé, il ne laissera rien derrière lui. Tenter de décrire une fois encore la Forme des choses à venir serait vain, il n'y a plus de choses à venir. »

### Dernières années

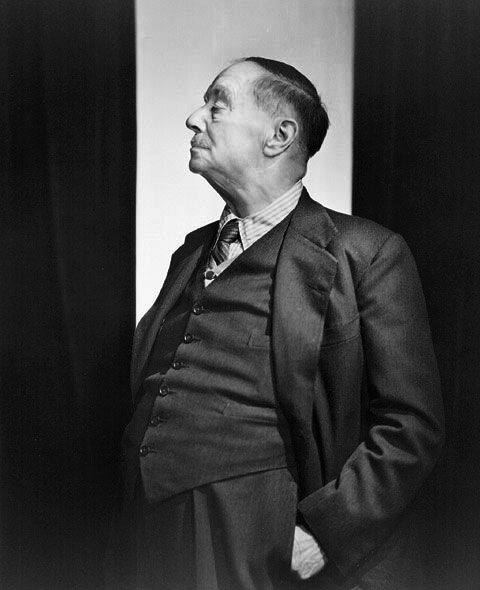
Herbert George Wells photographié par Yousuf Karsh en 1943.

À la fin de sa vie, Wells a perdu beaucoup de son influence dans les milieux politiques. Ses efforts pour aider à la création de la société des Nations se soldent par une profonde déception, lorsque cette organisation se révèle incapable d'empêcher la Seconde Guerre mondiale. L'éventualité d'un nouveau conflit mondial le rend de plus en plus pessimiste. Au sortir de celle-ci, il publie un dernier livre, Mind at the End of its Tether (1945), et juge que ce ne serait pas une si mauvaise idée que de remplacer l'espèce humaine par une autre espèce. Il appelle cette époque « l'ère de la frustration ».

## Postérité

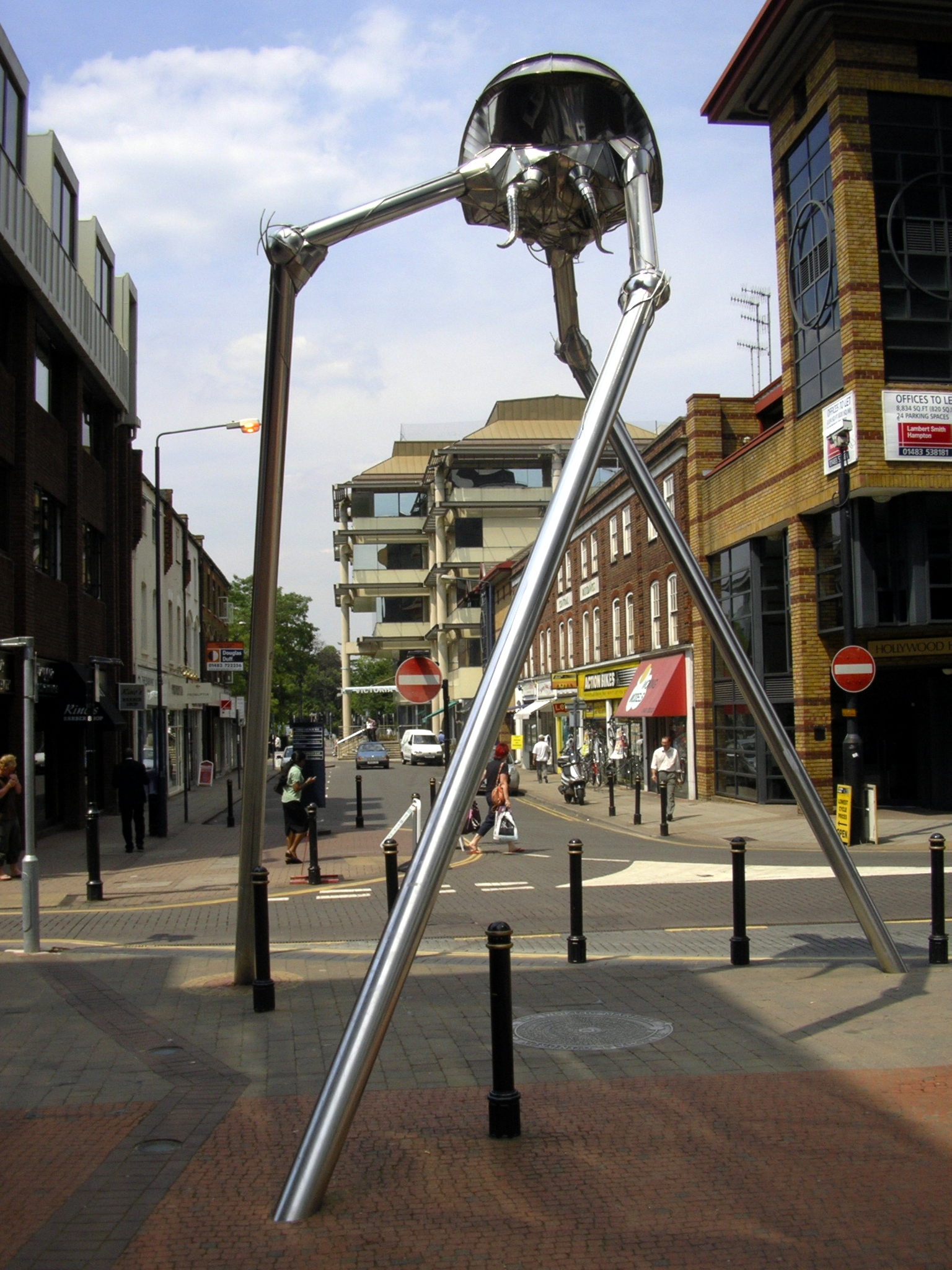
Statue d'un tripode de La Guerre des mondes à Woking.

Futuriste et visionnaire, Herbert George Wells prévoit l'avènement des avions, des chars, des voyages dans l'espace, des armes nucléaires, de la télévision par satellite et de quelque chose qui ressemble au World Wide Web. Il anticipe les guerres aériennes, la révolution sexuelle, les transports motorisés provoquant la croissance des banlieues et un proto-Wikipedia qu'il appelle le «cerveau mondial». Dans son roman The World Set Free, il imagine une bombe atomique d'une puissance terrifiante qui est larguée par avion. C'est une vision extraordinaire pour un auteur qui écrit en 1913, et qui a profondément impressionné Winston Churchill.
La célébrité posthume de Wells est surtout due à ses romans et à son rôle de pionnier dans l’histoire de la science-fiction. Les premiers mécas, les tripodes martiens, apparaissent dans son roman intitulé La Guerre des mondes.
L'historien de science-fiction John Clute décrit Wells comme «l'écrivain le plus important que le genre ait jamais vu», et note que son travail a été au cœur de la science-fiction britannique et américaine. Pour l'auteur et critique de science-fiction Algis Budrys, Wells « reste le révélateur exceptionnel de l'espoir et du désespoir incarnés dans la technologie ». H. G. Wells est nommé pour le prix Nobel de littérature en 1921, 1932, 1935 et 1946. Wells a tellement influencé l'exploration de Mars qu'un cratère d'impact sur la planète porte son nom.

## Œuvres

### Romans
- La Machine à explorer le temps (The Time Machine, 1895) (Illustrated by Willi Glasauer in 1982)
- La Merveilleuse Visite (The Wonderful Visit, 1895)
- L'Île du docteur Moreau (The Island of Doctor Moreau, 1896)
- La Burlesque Équipée du cycliste ou Les Roues de la Chance (The Wheels of Chance, 1896)
- L'Homme invisible (The Invisible Man, 1897)
- La Guerre des mondes (The War of the Worlds, 1898)
- Quand le dormeur s'éveillera (When the Sleeper Wakes, 1899) ou version révisée sous le titre (The Sleeper Awakes, 1910)
- L'Amour et Mr Lewisham (Love and Mr Lewisham, 1900), roman social
- Les Premiers Hommes dans la Lune (The First Men in the Moon, 1901)
- Miss Waters (The Sea Lady, 1902)
- La Nourriture des dieux ou Place aux géants (The Food of the Gods and How It Came to Earth, 1904)
- Kipps (Kipps, 1905) roman social, adapté au cinéma par Carol Reed en 1941 sous le même titre et adapté de nouveau par George Sidney en 1967 sous le titre Half a Sixpence
- Une utopie moderne (A Modern Utopia, 1905)
- Au temps de la comète (In the Days of the Comet, 1906)
- La Guerre dans les airs (The War in the Air, 1908)
- Tono-Bungay (Tono Bungay, 1909), roman social
- Anne Véronique (Ann Veronica, 1909), roman social
- L'Histoire de M. Polly (The History of Mr Polly, 1910), roman social
- Le Nouveau Machiavel (The New Machiavelli, 1911)
- Mariage (Marriage, 1912)
- Les Amants passionnés (The Passionate Friends) (1913), adapté au cinéma par David Lean en 1949 sous le même titre
- The Wife of Sir Isaac Harman (1914)
- La Destruction libératrice (The World Set Free, 1914)
- Bealby: A Holiday (1915)
- Boon (en) (1915)
- The Research Magnificent (1915)
- M. Britling commence à voir clair (Mr. Britling Sees It Through, 1916)
- The Soul of a Bishop (1917)
- Jeanne et Pierre (Joan and Peter: The Story of an Education, 1918)
- La Flamme immortelle (The Undying Fire, 1919)
- Les Coins secrets du cœur (The Secret Places of the Heart, 1922)
- M. Barnstaple chez les hommes-dieux (Men Like Gods, 1923)
- Un rêve... une vie... (The Dream, 1924)
- Le Père de Christine Alberte (Christina's Alberta's father, 1925)
- The World of William Clissold (1926)
- Meanwhile (en) (1927)
- Le Fantôme de Camford (The Camford Visitation, 1928)
- La Dictature de M. Parnham (The Autocracy of Mr Parnham, 1930)
- The Bulpington of Blup (1932)
- The Shape of Things to Come (1933). Ce roman a été adapté au cinéma par Alexander Korda et William Cameron Menzies sous le titre HG Wells's Things to Come (titre français : La Vie future) et Wells lui-même a collaboré au scénario et à l'adaptation de ce film qui prévoit avec une certaine exactitude le Blitz de Londres
- Le Joueur de croquet (The Croquet Player, 1936)
- Brynhild (Brynhild, 1937)
- Enfants des étoiles (Star Begotten, 1937)
- The Camford Visitation (1937)
- Dolorès (Apropos of Dolores, 1938)
- The Holy Terror (1939)
- Babes in the Darkling Wood (1940)
- All Aboard for Ararat (1940)
- Un homme averti en vaut deux (You Can't Be Too Careful, 1941)

### Nouvelles
- A Tale of the Twentieth Century (1887)
- A Talk with Gryllotalpa (1887), signée du pseudonyme Septimus Browne
- A Vision of the Past (1887)
- Les Argonautes à la conquête du temps (en) (The Chronic Argonauts) (1888)
- The Devotee of Art (1888)
- The Flying Man ou The Advent of the Flying Man (1893)
- Entre étudiants (A Slip Under the Microscope, 1893)
- L'Île de l'aepyornis ou L'Île de l'Æpyornis (The Æpyornis Island, 1894)
- Une fâcheuse histoire d'amour (In the Modern Vein: an Unsympathetic Love Story, 1894)
- Le Triomphe d'un taxidermiste (The Triumphs of a Taxidermist, 1894)
- Deux Ex Machina ou Le Seigneur des dynamos (The Lord of the Dynamos, 1894)
- À l'observatoire d'Avu (In the Avu Observatory, 1894)
- La Déconvenue de Jane ou Les Amours de Jane (The Jilting of Jane, 1894)
- Par la fenêtre (Through a Window) ou (At a Window, 1894)
- The Diamond Maker (1894)
- Le Diamant disparu ou Une affaire d'autruches (A Deal With Ostriches, 1894)
- L'Étrange Orchidée ou Une orchidée extraordinaire ou L'Orchidée extraordinaire (The Flowering of the Strange Orchid) ou (The Strange Orchid, 1894)
- Le Cambriolage d'Hammerpond Park (The Hammerpond Park Burglary, 1894)
- Mr. Ledbetter's Vacation (1894)
- Un blanc qui deviendra nègre ou Le Vol du microbe (The Stolen Bacillus, 1894)
- Le Cône (The Cone, 1894)
- The Man with a Nose (1894)
- A Misunderstood Artist (1894)
- The Thing in n°7 (1894)
- The Thumbmark (1894)
- A Family Elopement (1894)
- How Gabriel Became Thompson (1894)
- Triste histoire d'un critique dramatique (The Sad Story of a Dramatic Critic, 1894)
- Le Trésor dans la forêt (The Treasure in the Forest, 1894)
- La Tête du mari (histoire macabre) (Pollock and the Porroh Man, 1894)
- Le Phalène inconnu « Genus Novo » ou Le Phalène (The Moth) ou (Genus Novo) ou (A Moth, 1894)
- Un étrange phénomène (The Remarkable Case of Davidson's Eyes, 1895)
- Une catastrophe (A Catastrophe, 1895)
- L'Homme volant (The Flying Man, 1895)
- The Temptation of Harringay, 1895)
- The Reconciliation (1895)
- Wayde's Essence (1895)
- Le Mari terrible (1895) - C'est le titre original anglais de la nouvelle
- Our Little Neighbor (1895)
- How Pingwill Was Routed (1895)
- Sous le bistouri (Under the Knife) ou (Slip Under the Knife, 1896)
- Les Champignons rouges (The Purple Pileus, 1896)
- Le Trésor du rajah (The Rajah's Treasure, 1896)
- La Chambre rouge (The Red Room, 1896)
- Dans l'abîme (In the Abyss, 1896)
- La Pomme (The Apple, 1896)
- L'Histoire de feu M. Evelsham (The Story of the Late Mr Evelsham, 1896)
- Les Pirates de la mer (The Sea Raiders, 1896)
- L'Histoire de Plattner (The Plattner Story, 1896)
- Les Argonautes de l'espace ou Les Argonautes de l'air (The Argonauts of the Air, 1897)
- Mon héritage (The Lost Inheritance, 1897)
- Récits de l'âge de pierre (A Story of the Stone Age, 1897)
- L'Œuf de cristal (The Crystal Egg, 1897)
- L'Étoile (The Star, 1897)
- A Perfect Gentleman on Wheels (1897)
- The Presence By the Fire (1897)
- Mr Marshall's Doppelganger (1897)
- Les Vacances de M. Ledbetter (Mr. Ledbetter's Vacation, 1898)
- Le Cœur de Miss Winchelsea (Miss Winchelsea's Heart, 1898)
- L'Homme qui pouvait accomplir des miracles (The Man Who Could Work Miracles, 1898)
- Le Corps volé (The Stolen Body, 1898)
- La Déification de Jimmy Goggles ou Le Nouveau Dieu (Jimmy Goggles the God, 1898)
- Le Tracas de vivre (The Trouble of Life, 1898)
- Le Choix d'une épouse (On the Choice of a Wife, 1898)
- Walcote (1898)
- Une histoire des temps à venir (A Story of the Days To Come, 1899)
- Le Trésor de M. Brisher (Mr Brisher's Treasure, 1899)
- Une vision du jugement dernier (A Vision of Judgement, 1900)
- Un rêve d'Armageddon ou Un rêve d'apocalypse (A Dream of Armageddon, 1901)
- L'Aviateur Filmer (Filmer, 1901)
- M. Skelmersdale au pays des fées (Mr Skelmersdale in Fairyland, 1901)
- Le Nouvel Accélérateur ou Un nouvel accélérateur (The New Accelerator, 1901)
- L'Apprenti fantôme ou L'Histoire du fantôme inexpérimenté ou Un fantôme sans expérience ou L'Histoire d'un fantôme inexpérimenté (The Story of the Inexperienced Ghost) ou (The Inexperienced Ghost, 1902)
- The Loyalty of Esau Common (1902)
- La Plaine des araignées (The Valley of Spiders, 1903)
- Les Cuirassés de terre (The Land Ironclads, 1903)
- La Vérité concernant Pyecraft (The Truth about Pyecraft, 1903)
- Le Bazar magique (The Magic Shop, 1903)
- Le Pays des aveugles (The Country of the Blind, 1904, version révisée en 1939)
- Le Royaume des fourmis ou L'Empire des fourmis (The Empire of the Ants, 1905)
- La Porte dans le mur (The Door in the Wall, 1906)
- Une fable au clair de lune (The Beautiful Suit, 1909)
- Petite mère sur le Moederberg (Little Mother Up the Möderberg, 1910)
- Mon premier aéroplane (My First Aeroplane, 1914)
- The Wild Asses of the Devil (1915)
- The Story of the Last Trump (1915)
- Peter Learns Arithmetic (1918)
- Les Êtres affreux (The Grisly Folk, 1921, article contenant un récit)
- La Perle d'amour (The Pearl of Love, 1924)
- The World of William Clissold (1926)
- The Queer Story of Brownlow's Newspaper (1932)
- Answer to Prayer (1937)

### Autres publications
- La Redécouverte de l'unique (The Rediscovery of the Unique, 1891), essai
- Textbook of Biologie (1893), un manuel de biologie
- Certain Personal Matters (1897)
- Anticipations (Anticipations of the Reaction of Mechanical and Scientific Progress upon Human Life and Thought, 1901), essai
- La Découverte de l'avenir (The Discovery of the Future, 1902), essai
- Mankind in the Making, 1903), essai
- The Future in America: A Search After Realities (1906)
- This Misery of Boots (1907)
- Will Socialism Destroy the Home? (1907)
- New Worlds for Old (1908)
- First and Last Things (1908)
- Floor Games (1911)
- Le Grand État (The Great State, 1912) essai
- Great Thoughts From H. G. Wells (1912)
- Thoughts From H. G. Wells (1912)
- Little Wars (1913)
- An Englishman Looks at the World (1914), essai
- La guerre qui tuera la guerre (The War That Will End War, 1914), 1915, traduit par Georges-Bazile
- An Englishman Looks at the World (1914)
- The War and Socialism (1915)
- La paix dans le monde (The Peace of the World, 1915), in La guerre qui tuera la guerre, traduit par Georges-Bazile, 1915
- What Is Coming (1916)
- The Elements of Reconstruction (1916), signé du pseudonyme D. P.
- Dieu l'invisible roi (God the Invisible King, 1917), essai
- La Guerre et l'Avenir, l'Italie, la France et la Grande-Bretagne en guerre (War and the Future: Italy, France and Britain at War, 1917)
- Introduction to Nocturne (1917)
- Ce que sera La Grande Paix - La Ligue des Nations libres, traduction d'André Aron, collection Nouvelles Anticipations, Paris : à l’Œuvre, s.d.(1918), 88 p.
- In the Fourth Year (1918)
- The Idea of a League of Nations (1919), en collaboration
- The Way of a League of Nations (1919), en collaboration
- Préface du journal intime de W. N. P. Barbellion, Le Journal d'un homme déçu (The Journal of a Disappointed Man, 1919)
- Esquisse de l'histoire universelle (The Outline of History, 1920), essai
- La Russie telle que je viens de la voir (ensemble d'articles parus dans Le Progrès civique, 1921, préface de Maxime Leroy)
- Russia in the Shadows (1920)
- Frank Swinnerton (1920), en collaboration avec Arnold Bennett et Grant Overton
- The Salvaging of Civilization (1921)
- A Short History of the World (1922)
- Washington and the Hope of Peace (1922)
- Socialism and the Scientific Motive (1923)
- The Story of a Great Schoolmaster: Being a Plain Account of the Life and Ideas of Sanderson of Oundle (1924)
- A Year of Prophesying (1925)
- A Short History of Mankind (1925)
- Mr. Belloc Objects to « The Outline of History » (1926)
- Wells' Social Anticipations (1927)
- The Way the World is Going (1928)
- The Book of Catherine Wells (1928)
- La Conspiration au grand jour (The Open Conspiracy, 1928), essai
- La Science de la vie (The Science of Life, 1929) trilogie d'essais écrite en collaboration avec Julian Huxley
- Divorce as I See It (1930)
- Points of View (1930)
- The Work, Wealth and Happiness of Mankind (1931)
- The New Russia (1931)
- Selections From the Early Prose Works of H. G. Wells (1931)
- After Democracy (1932)
- A Short History of the World (1932)
- The Shape of Things to Come (1933)
- Une tentative d'autobiographie, 1934
- Things to Come (1935)
- The Anatomy of Frustration (1937)
- World Brain (1938)
- Une idée d'encyclopédie mondiale permanente (The Idea of a Permanent World Encyclopaedia, 1938), essai
- The Fate of Homo Sapiens (1939)
- Le Nouvel ordre mondial,  éd. du Rubicon, coll. « Influences », 2018 ; rééd. Culture & Racines, 175 p., 2021  (ISBN 978-2491861179)
- Travels of a Republican Radical in Search of Hot Water (1939)
- The Common Sense of War and Peace (1940)
- The Rights of Man (1940), trad. fr. Les Droits de l'Homme, Éditions Bartillat, 2017.
- The Pocket History of the World (1941)
- Guide to the New World (1941)
- The Outlook of Homo Sapiens (1942)
- The Conquest of Time (1942)
- Modern Russian and English Revolutionaries (1942), en collaboration avec Lev Uspensky
- Phoenix: A Summary of the Inescapable Conditions of World Reorganization (1942)
- Crux Ansata: An Indictment of the Roman Catholic Church (1943)
- 42 to '44: A Contemporary Memoir (1944)
- Reshaping Man's Heritage (1944)
- L'Esprit au bout du rouleau (Mind at the End of its Tether, 1945), essai ((fr) À fin de course,  éd. La Table ronde, 1946).
- Marxism vs Liberalism (1945), en collaboration avec Joseph Staline
- Le Coin du rêve (The Happy Turning: a Dream of Life, 1945), essai

### Article lié
- Edward Page Mitchell (1853-1927), nouvelliste américain, pionnier de la SF

#### Bases de données et dictionnaires
- Ressources relatives aux beaux-arts :   - British Museum
  - National Portrait Gallery
  - Tate
  - Union List of Artist Names
- Ressources relatives à la musique :   - AllMusic
  - Discogs
  - MusicBrainz
  - Muziekweb
- Ressources relatives à la littérature :   - The Encyclopedia of Science Fiction
  - Internet Speculative Fiction Database
  - NooSFere
- Ressources relatives à la bande dessinée :   - BD Gest'
  - Comic Vine
  - Tebeosfera
- Ressources relatives à l'audiovisuel :   - Allociné
  - Filmportal
  - IMDb
- Ressources relatives au spectacle :   - Les Archives du spectacle
  - Internet Broadway Database
- Ressources relatives à la recherche :   - Biodiversity Heritage Library
  - Isidore
- Ressource relative à la santé :   - Bibliothèque interuniversitaire de santé
- Ressource relative à plusieurs domaines :   - Radio France
- Notices dans des dictionnaires ou encyclopédies généralistes :   - Britannica
  - Brockhaus
  - Den Store Danske Encyklopædi
  - Deutsche Biographie
  - Enciclopedia italiana
  - Gran Enciclopèdia Catalana
  - Hrvatska Enciklopedija
  - Internetowa encyklopedia PWN
  - Nationalencyklopedin
  - Munzinger
  - Oxford Dictionary of National Biography
  - Proleksis enciklopedija
  - Store norske leksikon
  - Treccani
  - Universalis
  - Visuotinė lietuvių enciklopedija
- Notices d'autorité :   - VIAF
  - ISNI
  - BnF (données)
  - IdRef
  - LCCN
  - GND
  - Italie
  - Japon
  - CiNii
  - Espagne
  - Belgique
  - Pays-Bas
  - Pologne
  - Israël
  - NUKAT
  - Catalogne
  - Suède
  - Vatican